# Ulrich Inderbinen
Ulrich Inderbinen est un guide de haute montagne suisse, né le 3 décembre 1900 à Zermatt où il est mort le 14 juin 2004.
Il a gravi 371 fois le Cervin, 84 fois le mont Blanc et 81 fois la pointe Dufour, point culminant de la Suisse.

## Biographie
Fils d'un paysan de montagne, il a grandi parmi ses huit frères et sœurs. Dès l'âge de 5 ans, il travaillait pour garder les vaches et, dès l'âge de 13 ans, il gagnait sa vie comme berger, puis comme maçon, ébéniste ou électricien.
En 1921, il a gravi pour la première fois le Cervin avec ses sœurs. En 1925, il a obtenu le diplôme de guide, mais c'est seulement à partir des années 1960 qu'en raison de l'essor touristique, il est parvenu à vivre de son métier de guide. En 1990, à l'occasion d'une émission de télévision commémorant le 125e anniversaire de la première ascension du Cervin, il a gravi une dernière fois ce sommet, à l'âge de 90 ans.
À 80 ans, il a commencé à prendre part à des courses de ski et, comme il avait peu de concurrents dans cette classe d'âge, il les gagnait toutes. À l'âge de 95 ans, il a participé une dernière fois à la course de ski des guides de Zermatt.
Inderbinen accordait peu d'intérêt aux méthodes d'assurance modernes. Ainsi en 1983 conduisait-il encore ses clients à travers les crevasses avec une corde autour de la poitrine malgré sa bonne connaissance du terrain. 
Il a travaillé comme guide jusqu'à l'âge de 96 ans : une chute sans gravité l'a alors contraint à s'arrêter. Catholique croyant, il est alors allé à Rome pour recevoir la bénédiction du pape. En 2000, la ville de Zermatt lui a consacré une exposition pour ses 100 ans. Il est mort en 2004 dans sa 104e année : il était alors l’homme le plus âgé du canton du Valais.
Inderbinen a déclaré un jour à l'agence de presse AP : « Je ne me suis jamais ennuyé, sauf peut-être lorsque mes clients marchaient trop lentement. »